# Cerro Michincha
A Cerro Michincha egy rétegvulkán az Andokban, Bolívia és Chile határán. Része a kelet-nyugat irányú, sztratovulkánokból álló Olca-Paruma gerincnek. Tőle keletre helyezkedik el az Olca (5407 m). Az egyetlen történelmi aktivitás a komplexumon egy oldalkitörés volt 1865–1867-ben.